# Mario Götze
Mario Götze, nemški nogometaš, * 3. junij 1992, Memmingen, Nemčija.
Götze je član kluba Eintracht Frankfurt in nemške nogometne reprezentance, pred tem je igral za Borussio Dortmund, Bayern München in PSV Eindhoven.

## Rojstvo in otroštvo
Mario Götze je rojen 3. junija 1992 v Memmingnu v Nemčiji in je sin Jürgena Götzeja. Z bratom Fabianom Götzejem in Felixom je sprva živel v Allgäuju. Skupaj z družino  se je zaradi očetove službe leta 1998 preselil v Dortmund. 

## Kariera

### Klub
Mario Götze je začel s tremi leti igrati nogomet, v klubu SC Ronsberg, iz okrožja Ostallgäu. Po selitvi v Dortmund je svojo kariero nadaljeval v klubu Hombrucher SV 09/72, nato pa odšel k Borussii Dortmund. Tukaj je, podobno kot njegov brat Fabian, igral za skoraj vse mladinske pogone. Igral je za prvo mladinsko nemško ligo in bil v sezoni 2008/09, tako v finalu za osvojitev lovorike nemškega mladinskega klubskega pokala, kot v finalu za osvojitev nemškega mladinskega prvenstva. Čeprav so tekmi proti kluboma SC Freiburg in 1. FSV Mainz 05 izgubili, je Götze prejel nagrado Fritz-Walter-Medaille za najboljšega novinca.
21. novembra 2009 je pri 17 letih končno doživel debi v Bundesligi, ko je v 13. krogu sezone 2009/2010, na tekmi proti klubu 1. FSV Mainz 05,  v 88. minuti zamenjal Jakuba Błaszczykowskega. V tistem trenutku je bil deveti najmlajši igralec, ki je igral v Bundesligi.
29. avgusta 2010 je na gostujoči tekmi proti VfB Stuttgartu dosegel svoj prvi prvoligaški gol. 
16. septembra je Götze v skupinskem delu Evropske lige proti klubu Karpaty Lwiw prvič igral v Ligi Evropa, zadel za 2:0 in potem dosegel v sodnikovem podaljšku še zmagovalni zadetek. Tudi v naslednjih obveznih tekmah je bil v začetni enajsterici in je s svojimi dosežki izstopal. Med sezono je postal tudi stalni igralec in pomemben del moštva. Do zdaj je zadel 6 golov in asistiral pri 16 zadetkih. 
Po osvojenem prvenstvu v sezoni 2010/2011 se je izvedelo, da je FC Arsenal ponujal 40 milijonov evrov za Marija Götzeja. Borussia Dortmund je ponudbo zavrnila. Če bi Borussia Dortmund ponudbo sprejela, bi Mario Götze postal najdražji nemški igralec vseh časov. Svojo pogodbo z Borussio Dortmund je 27. marca 2012 podaljšal do leta 2016. Od 17. do 31. kroga pa je imel vnetje medenične kosti in je v spomladanskem delu sezone le redko zaigral. 
Slabo leto po osvojitvi prvenstva je Götze skupaj z Borussio Dortmund, v 32. krogu sezone 2011/12, drugič v karieri postal nemški prvak in ohranil naslov iz leta 2011. Osvojitev nemškega nogometnega pokala si je ogledal zgolj s klopi. 

### Mladinska reprezentanca
Matthias Sammer je Götzeja označil kot »največji talent, ki smo ga kdaj koli sploh imeli«. Debi v reprezentančnem dresu je imel aprila 2007, ko je reprezentanca U15 igrala prijateljsko tekmo proti Švici. Za to selekcijo je igral še enkrat, nato pa je začel igrati za ekipo U16. Na svojem debiju v tej starostni skupini je zadel prvi reprezentančni gol. Götze je za ekipo U16 igral osemkrat in zadel tri gole. 
Redno je bil vpoklican tudi v selekcijo U17. Med pripravami za evropsko prvenstvo starostne skupine U17 je bil začasno tudi kapetan. To funkcijo je med turnirjem prevzel Reinhold Yabo, Götze pa je bil del 18-članskega moštva, ki je nastopalo na domačem evropskem prvenstvu. Ob tej priložnosti jih je tedanji reprezentančni trener predstavil na spletni strani nemške nogometne zveze in Götzeja opisal kot »tipičnega navihanca«, ki »ima vse tehnične in taktične sposobnosti« in lahko prevzame »vlogo organizatorja igre« in je pri tem vedno nevaren za vratarja.
Med zadnjim delom tekmovanja je bil Götze vedno v začetni postavi. Ko pa je bil vstop v polfinale zagotovljen, ga je trener pustil na klopi. Igral je štirikrat in nato še v finalu, ko je nemška selekcija U17 v podaljških z rezultatom 2:1 premagala Nizozemsko. V skupinskem delu turnirja mu je na tekmi proti Angliji le enkrat uspelo zadeti.
Z uvrstitvijo v polfinale se je selekcija U17 kvalificirala na svetovno prvenstvo, ki je potekalo istega leta v Nigeriji. Götze je bil vpoklican tudi na ta turnir, čeprav zaradi pretrganega vlakna v stegenski mišici šest tednov neposredno pred svetovnim prvenstvom ni mogel trenirati. Tudi v zahodni Afriki je bil gonilna sila svojega moštva in je nastopal v vseh štirih tekmah. Sicer je v primerjavi z evropskim prvenstvom zvišal število zadetkov na tri, ampak nemška selekcija je že v osmini finala izpadla na tekmi proti Švici, kjer je slednja postala tudi zmagovalka turnirja. 
Po tem se je njegov čas pri selekciji U17, za katero je nastopal 13-krat in zadel pet golov, končal.

### A reprezentanca
10. novembra 2010 je bil vpoklican v kader A reprezentance, ki je 17. novembra igrala proti švedski. V igro je vstopil v 76. minuti in je na ta način postal najmlajši reprezentančni debitant po Uwetu Seelerju, ki je kot 17-letnik debitiral leta 1954. Na prijateljski tekmi proti Braziliji v Stuttgartu, 10. avgusta 2010, je bil prvič v začetni enajsterici. Takrat je prvič prišel v A reprezentanco in postal četrti najmlajši strelec. Na kvalifikacijski tekmi proti Avstriji v Gelsenkirchnu, 2. septembra 2011, je po vstopu v igro zadel in dosegel  končni izid 6:2. Tako je postal najmlajši igralec, ki je zadel na kvalifikacijski tekmi. 
Na evropskem prvenstvu 2012 je bil član nemškega moštva, zaigral je le enkrat, in sicer v četrtfinalu proti Grčiji, ko je v igro vstopil komaj v 80. minuti. 
V prvem krogu kvalifikacij za svetovno prvenstvo 2014 je igral v začetni enajsterici. Igral je predvsem zaradi tega, ker se je Joachim Löw  odločil, da bo namesto dveh defenzivnih zveznih igralcev igral le eden. Tako je Götze, kot ofenzivni vezist, igral skupaj z Mesutom Özilom, Thomasom Müllerjem in klubskim kolegom Marcom Reusom. Na tekmi proti Ferskim otokom je Götze preigral štiri igralce nasprotne ekipe in s svojim zadetkom 1:0 prispeval k zmagi. V drugem krogu, na tekmi proti Avstriji, je Götze v drugem polčasu zamenjal klubskega kolego Reusa. 

## Način igranja
Takratni športni direktor nemške nogometne zveze Matthias Sammer pravi: »Zelo je hiter, zelo kreativen«; Götze je »eden največjih talentov, ki ga je nemška nogometna zveza kdajkoli imela«. Velja za tako imenovanega  ofenzivnega vsestranskega igralca, ki ga lahko postaviš na različne položaje, kjer lahko igra kot levi, sredinski in desni ofenzivni vezist. Tukaj je najpomembnejše to, da lahko igra z obema nogama. 
Trener Felix Magath ga je označil za »talent stoletja«	

## Naslovi in uspehi
Borussia Dortmund
- Nemški prvak: 2011, 2012
- Nemški nogometni pokal: 2012

Bayern München
- Nemški prvak: 2014, 2015, 2016
- Nemški nogometni pokal: 2014, 2016
- UEFA Super Cup: 2013
- Klubsko svetovno prvenstvo:2013

Reprezentanca
- Evropski prvak U17: 2009
- Zlata nagrada Fritz-Walter Medaille (2): 2009 (U17), 2010 (U18)
- Golden Boy (1)
- Najboljši nogometaš leta v zvezni deželi Nordrhein-Westfalen (1): 2012
- Moštvo leta (1): 2011 (član Borussije Dortmund)
- Zlati Bravo Otto (1): 2012
- Svetovni prvak: 2014

## Zasebno življenje
Mario Götze je od 5. do vključno 10. razreda obiskoval gimnazijo Helene-Lange-Gymnasium v Dortmundu. Leta 2008 je začel obiskovati Goethe-Gymnasium, kjer je leta 2010 opravil zrelostni izpit. Poleg profesionalne kariere se je med letoma 2010 in 2011 v poslovni enoti kluba BVB izobrazil za trgovca. 
Ima dva brata, Fabian igra v U-23 selekciji kluba Vfl Bochum in Felix igra v U14 selekciji Borussije Dortmund. Njegov oče Jürgen Götze je profesor na fakulteti za elektrotehniko in informacijsko tehniko na Tehnični univerzi v Dortmundu. 

## Socialna zavzetost
Mario Götze je skupaj z očetom član iniciative Weitblick, ki se bori za svetovno pravičen dostop do izobrazbe.